# Koskenpää
Koskenpää est une ancienne municipalité de Finlande-Centrale en Finlande.
Depuis le 1er janvier 2009, elle fait partie de Jämsä,.

## Histoire
Le 1er janvier 1926, Koskenpää devient une municipalité indépendante.
En 1969, elle est intégrée à la municipalité de Jämsänkoski qui a son tour fusionne avec Jämsä en 2009.
Au 1er janvier 1968, la superficie de Koskenpää était de 352,5 km2.
Et au 31 décembre 1968 elle comptait 1 980 habitants.